# Shaheedullah and Stereotypes
Shaheedullah and Stereotypes è l'album in studio di debutto da solista di Ali Shaheed Muhammad, noto per essere un membro degli A Tribe Called Quest.

## Tracce
1. Social Reform – 1:40
2. Lord Can I Have This Mercy - (featuring Chip-Fu) – 3:11
3. Industry/Life – 3:05
4. Tight – (featuring Kay Jay) - 4:39
5. All Right (Aight)/Interlude – 4:04
6. Put Me On - (featuring Stokley Williams) – 5:13
7. Honey Child – 3:30
8. Family - (featuring Kay Jay) – 4:20
9. (They Can't) Define Our Love - (featuring Sy Smith) – 3:55
10. Banga - (featuring Stokley Williams) – 4:20
11. Part of the Night  – (featuring Sy Smith) - 4:23
12. From DJs 2 Musicians To... - 2:22
13. U Suckers - 3:05
14. Matches - Don't Play!!! - 3:58
15. All Night  – (featuring Wallace Gary) - 2:53
16. I Declare - 4:18
17. Elevated Orange - 4:48